# Mossarottjärnen (Ströms socken, Jämtland)
Mossarottjärnen är en sjö i Strömsunds kommun i Jämtland och ingår i Ångermanälvens huvudavrinningsområde.